# Antonino Salinas

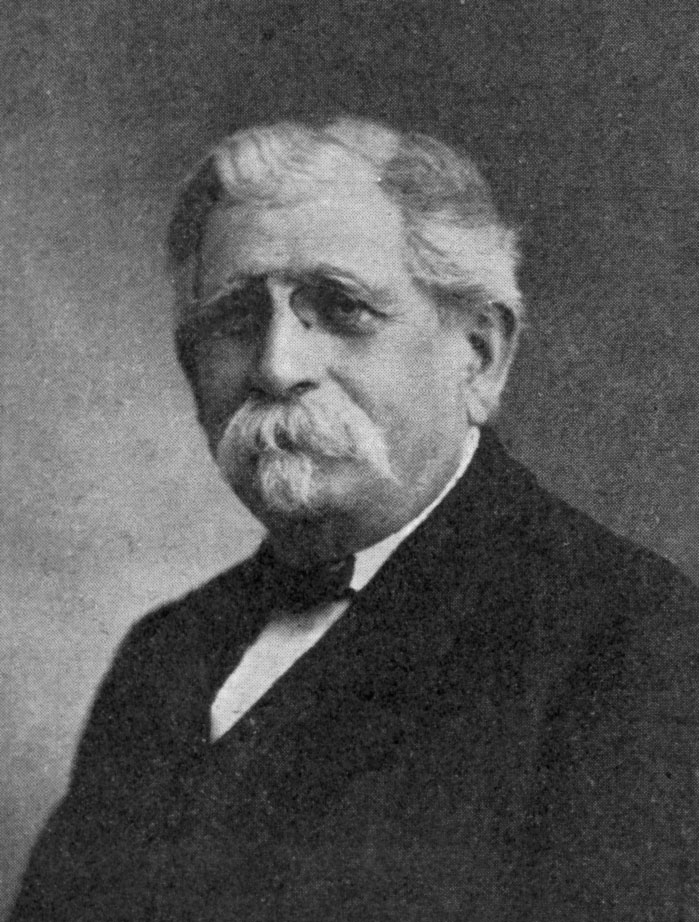
Antonino Salinas

Antonio oder Antonino Salinas (* 19. November 1841 in Palermo; † 7. März 1914 in Rom) war ein italienischer Klassischer Archäologe und Numismatiker. 
Antonino Salinas studierte unter anderem in Berlin. 1865 wurde er an die Universität Palermo berufen, wo er 1867 Ordinarius für Archäologie wurde. Dazu war er von 1873 bis 1914 Direktor des Archäologischen Museums in Palermo. Er war einer der Gründer und eine Zeit lang Präsident des Istituto Italiano di Numismatica.
Antonino Salinas nahm an zahlreichen Ausgrabungen in Sizilien teil, beispielsweise in Mozia und Selinunt. Dort barg er insbesondere vier archaische Metopen, die sich jetzt im Museum in Palermo befinden. In seinem Testament hinterließ er dem Museum seine private Sammlung, darunter viele Bücher und etwa 6000 von ihm gesammelte Münzen. Daher trägt das Museum heute ihm zu Ehren den Namen Museo Archeologico Regionale „Antonino Salinas“.

## Schriften
- I monumenti sepolcrali scoperti nei mesi di maggio, Giugnio e luglio 1863 presso la chiesa della santa Trinità in Atene. s. n., Torino 1863, (Digitalisat).
- Le monete delle antiche città di Sicilia. s. n., Palermo 1867[–1872], (Digitalisat).
- Del Museo nazionale di Palermo e del suo avvenire. s. n., Palermo 1874.
- Ricordi storici delle rivoluzioni siciliane del secolo XIX conservati nel Museo nazionale di Palermo. Huber, Palermo 1886.
- Nuove Metope arcaiche selinuntine. In: Monumenti antichi. Bd. 1, Nr. 4, 1892, ZDB-ID 206537-X, Sp. 957–962, doi:10.11588/diglit.8558.22.